# Дресница
Дресница, още Дрешница или Дрежница (на македонска литературна норма: Дресница), е бивше село в община Студеничани на Северна Македония, днес махала на Батинци.

## Георафия
Селото е разположено на десния бряг на Маркова река в областта Торбешия, югозападно от Батинци.

## История
След Междусъюзническата война в 1913 година селото попада в Сърбия.
На етническата си карта от 1927 година Леонард Шулце Йена показва Дресница (Dresnica) като албанско село.
На етническата си карта на Северозападна Македония в 1929 година Афанасий Селишчев отбелязва Дресница като албанско село.